# Big Titties
Big Titties è un singolo promozionale di Rico Nasty e Kenny Beats, estratto dal mixtape collaborativo dei due artisti Anger Management, pubblicato il 24 aprile 2019.

## Descrizione
Big Titties è l'unico singolo estratto dal mixtape di otto tracce dei due artisti ed è stato pubblicato un giorno prima dell'uscita di quest'ultimo. Vede la collaborazione del disc jockey Baauer e del duo hip hop EarthGang. Il brano interpola il singolo del 2000, The Real Slim Shady di Eminem. Nella traccia, gli artisti discutono dei loro stili di vita privilegiati e delle loro abilità sessuali. Affermano che la loro fama e celebrità dà loro l'opportunità di avere le ragazze migliori, che, secondo il loro ragionamento, possiedono un seno grande.

## Tracce
Testi e musiche di Maria-Cecilia Kelly, Kenneth Blume III, Harry Rodrigues, Olu O. Fann, Eian Parker.
1. Big Titties (feat. Baauer, EarthGang) – 2:52

## Formazione
Crediti adattati da Tidal.
- Rico Nasty – voce
- EarthGang – voce aggiuntiva
- Baauer – produzione
- Kenny Beats – produzione

- Alex Tumay - missaggio[4]
- Joe LaPorta - mastering[5]